# Doreen Shaffer

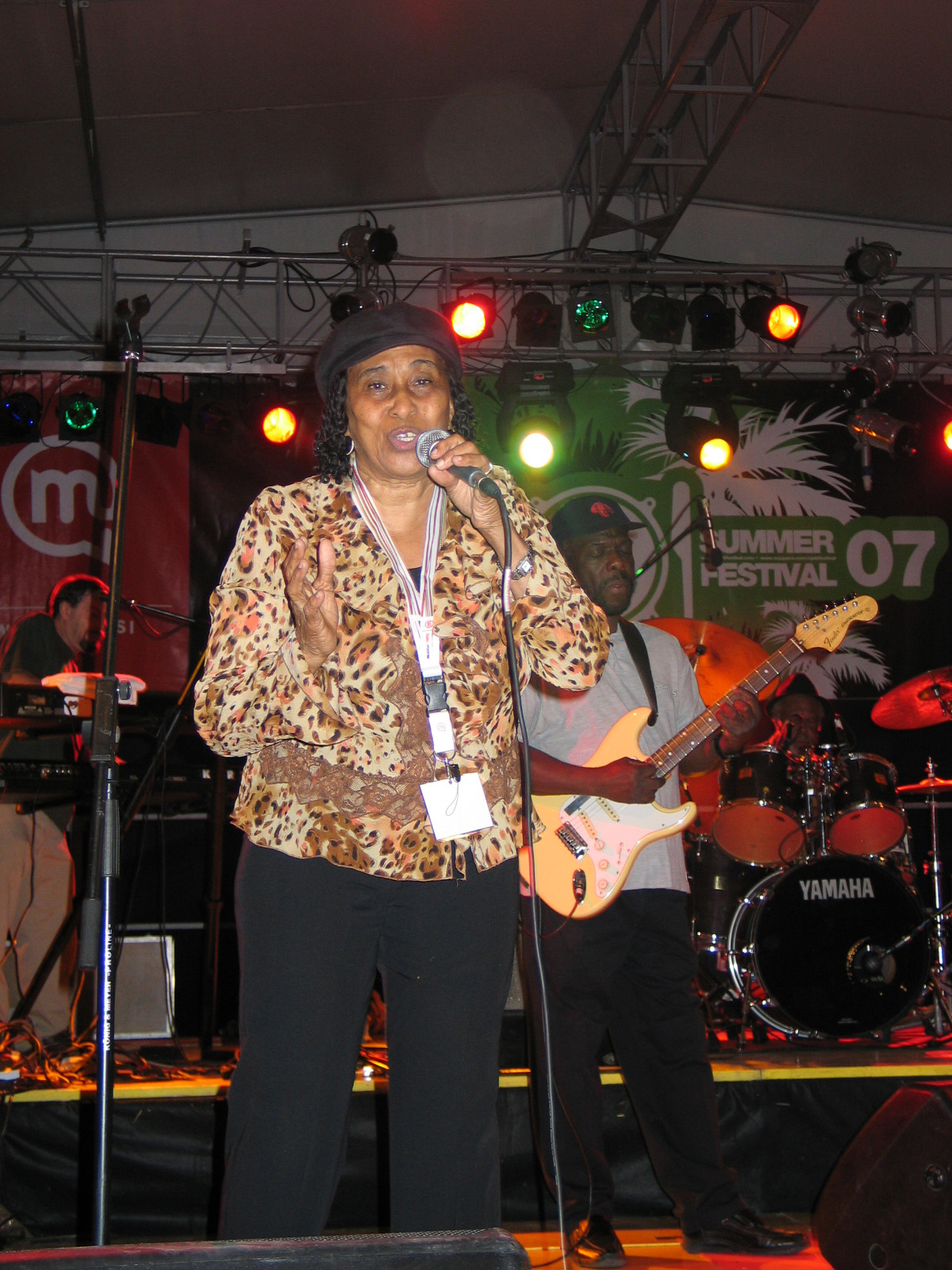
Shaffer en 2007

Doreen Shaffer (Doreen Schaffer ou Doreen Schaeffer) est une chanteuse jamaïcaine née Monica Johnson en Jamaïque.
Elle est l'un des membres fondateurs des Skatalites, qui existe depuis 1964 et qui a contribué de manière significative à la popularisation du ska.

## Style
Son style de musique est le ska, le reggae et le rocksteady.

## Importance
Doreen Shaffer est considérée comme « la Reine du ska jamaïcain » et prend une place importante dans la diffusion du ska dans le monde.

## Discographie
- Doreen Schaffer & Nioami Philips : Read Me Right, 1979
- Doreen Shaffer : Adorable (LP, Grover Records, 1997[1])
- Doreen Schaffer with The Moon Invaders : Groovin’ (CD, Grover Records, 2008)